# Емилио Фернандес
Емилио Фернандес Ромо (на испански: Emilio Fernández Romo) е мексикански режисьор и актьор, работил и в Съединените щати. 

## Биография
Роден е на 26 март 1904 година в Сабинас, щата Коауила де Сарагоса, в семейството на бъдещ генерал от Мексиканската революция и индианка кикапу. В ранна възраст самият той се включва в революцията, учи във военна академия и участва в неуспешния бунт на Адолфо де ла Уерта през 1923 година, след което лежи известно време в затвора и бяга в Съединените щати. Там пътува и работи различни случайни професии, докато попада в Холивуд, където започва работа като зидар, дубльор и статист, използван е за модел при изработването на статуетката на наградите „Оскар“. От 1928 година се снима редовно в киното, а след амнистия през 1933 година се връща в Мексико и през следващите години се утвърждава като един от най-плодовитите режисьори на Златния век на мексиканското кино с филми като „Мария Канделария“ („María Candelaria“, 1944, награден със „Златна палма“), „Enamorada“ (1946), „Перлата“ („La perla“, 1947), „Río Escondido“ (1948).
Емилио Фернандес умира на 6 август 1986 година в Мексико.

## Избрана филмография

### Режисьор
| Година | Филм             | Оригинално заглавие | Бележки |
| ------ | ---------------- | ------------------- | ------- |
| 1944   | Мария Канделария | María Candelaria    |         |
| 1946   | Влюбен           | Enamorada           |         |
| 1947   | Перлата          | La perla            |         |
| 1948   | Рио Ескондидо    | Río Escondido       |         |
| 1949   | Необичана        | La malquerida       |         |

### Актьор
| Година | Филм                                  | Оригинално заглавие                 | Роля                   | Режисьор        |
| ------ | ------------------------------------- | ----------------------------------- | ---------------------- | --------------- |
| 1959   | Ла Кукарача                           | La Cucaracha                        | полковник Антонио Зета | Исмаел Родригес |
| 1969   | Дивата орда                           | The Wild Bunch                      | генерал Мапачи         | Сам Пекинпа     |
| 1973   | Пат Гарет и Били Хлапето              | Pat Garrett and Billy the Kid       | Пако                   | Сам Пекинпа     |
| 1974   | Донесете ми главата на Алфредо Гарсия | Bring Me the Head of Alfredo Garcia | Ел Джафе               | Сам Пекинпа     |
| 1984/5 | Предателство                          | La traición                         | Ген. Аркадио Карвахал  | Раул Араиса     |